# Jordan Harvey
Jordan Harvey (Mission Viejo, 28 gennaio 1984) è un allenatore di calcio, dirigente sportivo ed ex calciatore statunitense, di ruolo difensore, collaborato tecnico del Los Angeles FC.

## Carriera

### Club
Nel 2006 viene scelto ai Draft dai Colorado Rapids, dove rimane fino al 2009 collezionando 45 presenze e divenendo uno dei giocatori rappresentativi della squadra.
Il 25 novembre 2009 passa al Philadelphia Union, con i quali segna la prima rete da professionista il 15 aprile 2010 nella sconfitta contro Toronto per 2-1.
Il 7 luglio 2011 si trasferisce in Canada, alla corte dei Vancouver Whitecaps.
Nel 2015 contribuisce alla conquista del Canadian Championship, primo trofeo nazionale per Vancouver, risultando incisivo nel doppio scontro in finale con il Montréal Impact, dove gioca tutti i 180 minuti.
Complessivamente gioca 200 partite e segna dieci reti in tutte le competizioni con i canadesi.
Rimasto svincolato, il 2 gennaio 2018 si accasa al Los Angeles FC.

### Nazionale
Ha giocato con la nazionale statunitense Under-17 ed Under-20: con la prima ha giocato due partite del Campionato mondiale di calcio Under-17 2001 e con la seconda ha disputato un match durante il Campionato mondiale di calcio Under-20 2003.

## Statistiche

### Presenze e reti nei club
Statistiche aggiornate al 19 agosto 2019.
| Stagione                   | Squadra                    | Campionato                 | Campionato | Campionato | Coppe nazionali | Coppe nazionali | Coppe nazionali | Coppe continentali | Coppe continentali | Coppe continentali | Altre coppe | Altre coppe | Altre coppe | Totale | Totale |
| Stagione                   | Squadra                    | Comp                       | Pres       | Reti       | Comp            | Pres            | Reti            | Comp               | Pres               | Reti               | Comp        | Pres        | Reti        | Pres   | Reti   |
| -------------------------- | -------------------------- | -------------------------- | ---------- | ---------- | --------------- | --------------- | --------------- | ------------------ | ------------------ | ------------------ | ----------- | ----------- | ----------- | ------ | ------ |
| 2006                       | Colorado Rapids            | MLS                        | -          | -          | -               | -               | -               | -                  | -                  | -                  | -           | -           | -           | -      | -      |
| 2006                       | Seattle Sounders           | USL-1                      | 12         | 0          | -               | -               | -               | -                  | -                  | -                  | -           | -           | -           | -      | -      |
| 2007                       | Colorado Rapids            | MLS                        | -          | -          | -               | -               | -               | -                  | -                  | -                  | -           | -           | -           | -      | -      |
| 2008                       | Colorado Rapids            | MLS                        | 15         | 0          | -               | -               | -               | -                  | -                  | -                  | -           | -           | -           | 15     | 0      |
| 2009                       | Colorado Rapids            | MLS                        | 30         | 0          | -               | -               | -               | -                  | -                  | -                  | -           | -           | -           | 30     | 0      |
| Totale Colorado Rapids     | Totale Colorado Rapids     | Totale Colorado Rapids     | 45         | 0          |                 |                 |                 |                    |                    |                    |             |             |             | 45     | 0      |
| 2010                       | Philadelphia Union         | MLS                        | 30         | 1          | -               | -               | -               | -                  | -                  | -                  | -           | -           | -           | 30     | 1      |
| mar.-lug.2011              | Philadelphia Union         | MLS                        | 16         | 0          | USOC            | 1               | 0               | -                  | -                  | -                  | -           | -           | -           | 17     | 0      |
| Totale Philadelphia Union  | Totale Philadelphia Union  | Totale Philadelphia Union  | 46         | 1          |                 | 1               | 0               |                    |                    |                    |             |             |             | 47     | 1      |
| lug.-ott. 2011             | Vancouver Whitecaps        | MLS                        | 14         | 0          | -               | -               | -               | -                  | -                  | -                  | -           | -           | -           | 14     | 0      |
| 2012                       | Vancouver Whitecaps        | MLS                        | 26+1       | 1+0        | CC              | 3               | 0               | -                  | -                  | -                  | -           | -           | -           | 29+1   | 1+0    |
| 2013                       | Vancouver Whitecaps        | MLS                        | 24         | 4          | CC              | 4               | 0               | -                  | -                  | -                  | -           | -           | -           | 28     | 4      |
| 2014                       | Vancouver Whitecaps        | MLS                        | 33+1       | 2+0        | -               | -               | -               | -                  | -                  | -                  | -           | -           | -           | 33+1   | 2+0    |
| 2015                       | Vancouver Whitecaps        | MLS                        | 26+2       | 0+0        | CC              | 3               | 0               | -                  | -                  | -                  | -           | -           | -           | 29+2   | 0+0    |
| 2016                       | Vancouver Whitecaps        | MLS                        | 21         | 2          | CC              | 2               | 0               | -                  | -                  | -                  | -           | -           | -           | 23     | 2      |
| 2017                       | Vancouver Whitecaps        | MLS                        | 28+1       | 1+0        | CC              | 0               | 0               | CLL                | 4                  | 0                  | -           | -           | -           | 33     | 1      |
| Totale Vancouver Whitecaps | Totale Vancouver Whitecaps | Totale Vancouver Whitecaps | 184        | 10         |                 | 12              | 0               |                    | 4                  | 0                  |             |             |             | 200    | 10     |
| 2018                       | Los Angeles FC             | MLS                        | 29+1       | 0          | USOC            | 3               | 0               |                    | -                  | -                  |             | -           | -           | 33     | 0      |
| 2019                       | Los Angeles FC             | MLS                        | 22         | 1          | USOC            | 3               | 0               |                    | -                  | -                  |             | -           | -           | 25     | 1      |
| Totale carriera            | Totale carriera            | Totale carriera            | 327        | 12         |                 | 19              | 0               |                    | 4                  | 0                  |             |             |             | 350    | 12     |

## Palmarès

### Club
- Canadian Championship: 1

Vancouver Whitecaps: 2015
- MLS Supporters' Shield: 1

Los Angeles FC: 2019